# Национальный исторический парк культуры Хоупвелл

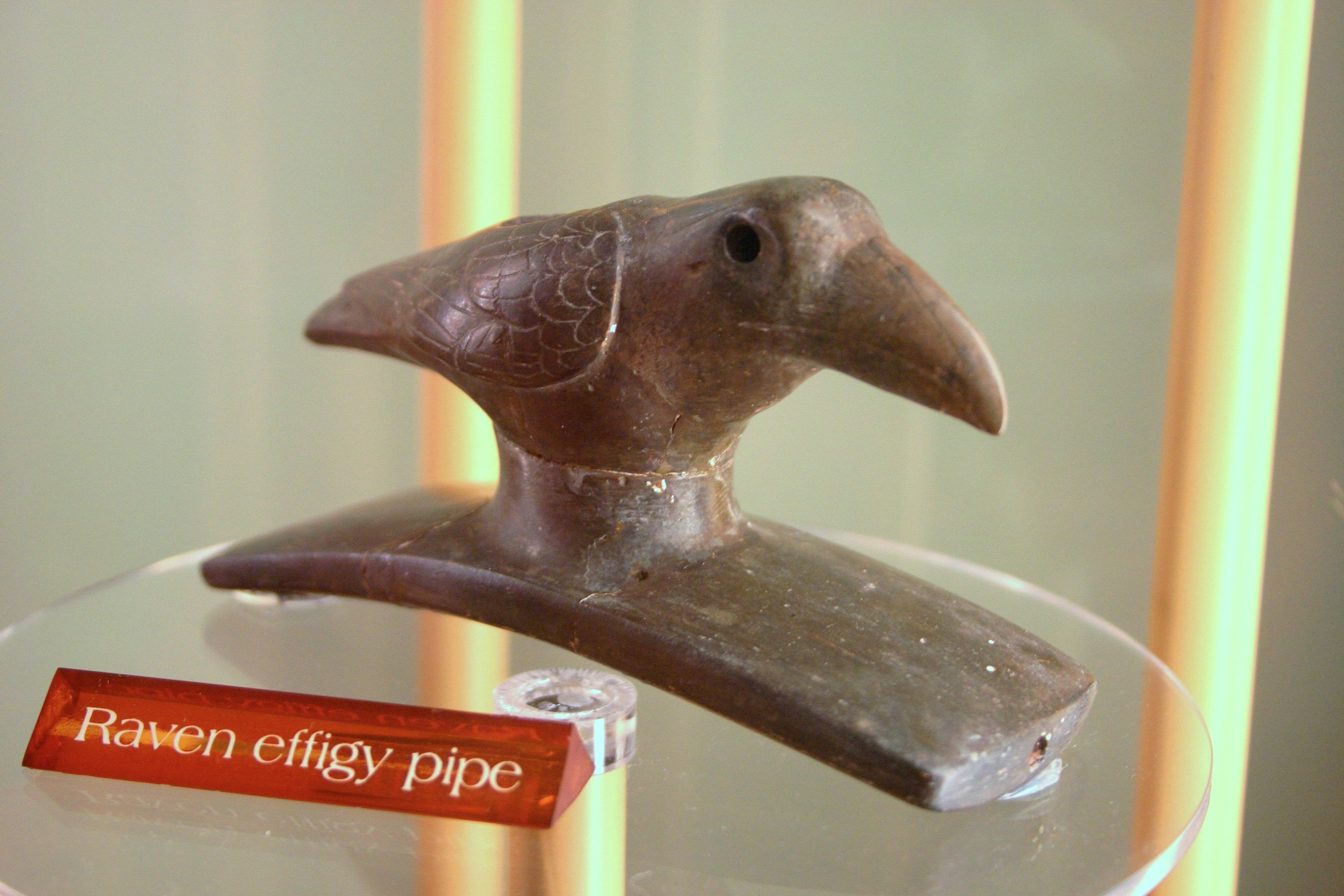
Декоративная курительная трубка в виде ворона, обнаруженная при раскопках Маунд-Сити

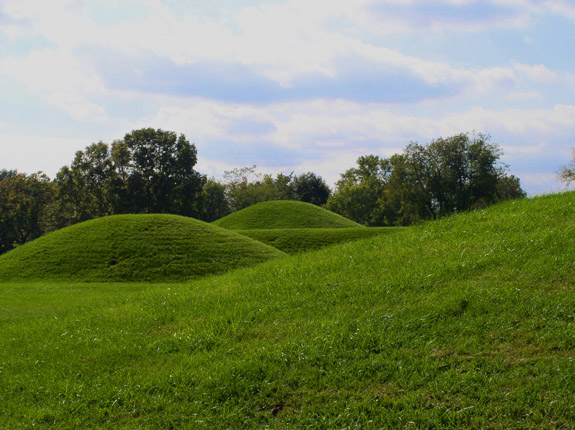
Ещё один вид на Маунд-Сити.

Национальный исторический парк культуры Хоупвелл (англ. Hopewell Culture National Historical Park, ранее известен как Национальный монумент Маунд-Сити-Груп) — национальный исторический парк США, содержащий земляные сооружения и погребальные курганы древней индейской культуры Хоупвелл. Парк состоит из 5 отдельных участков в округе Росс, штат Огайо. Управляется Службой национальных парков США.
В январе 2008 г. департамент внутренних дел США включил Хоупвелл-парк, как составную часть Церемониальных сооружений культуры Хоупвелл, в список номинантов на статус Всемирного наследия ЮНЕСКО.

## История
В период 200 г. до н. э. — 500 г. н. э. долина реки Огайо была центром доисторической традиции Хоупвелл, включавшей несколько археологических культур. Термин «культура Хоупвелл» (по фамилии фермера, которому принадлежала земля, на которой был расположен один из курганных комплексов) относится к широкой сети традиций, верований и практики, распространённой среди различных этнических групп индейцев на восточной территории современных США. Для хоупвелльцев характерно сооружение земляных валов-оград, нередко строгой геометрической формы (квадраты, круги и др.), высота которых достигает 3-4 метров, а также курганов различной формы. Конические и буханкообразные курганы могут достигать 9-10 метров по высоте, рядом с ними нередко обнаруживают земляные насыпные сооружения.
Маунд-Сити, расположенный у Шоссе Огайо 104 примерно в 6 км к северу от города Чилликоте в штате Огайо в долине реки Сайото. Он представляет собой группу из 23 земляных курганов, сооружённых в хоупвелльскую эпоху. Каждый курган был насыпан поверх остатков сожжённого вместе с покойником склепа. В курганах нередко обнаруживали артефакты: медные и слюдяные фигуры, наконечники стрел, раковины, курительные трубки.
Археологический памятник был впервые картографирован в 1840-е годы, однако подвергся разрушению в годы 1-й мировой войны, когда на его территории был сооружён военный тренировочный лагерь Кэмп-Шерман. В начале 1920-х годов лагерь был демонтирован, а курганы восстановлены. В 1923 г. департамент внутренних дел США объявил Маунд-Сити национальным памятником США в ведении федерального правительства.
В 1992 г. Маунд-Сити был расширен и получил новое название Национальный исторический парк культуры Хоупвелл. Он стал дополнительно включать остатки 4-х ближайших земляных сооружений и курганных систем. Некоторые курганы в связи с раскопками закрыты для посетителей. К сожалению, часть курганов в Огайо безвозвратно утеряна из-за сельскохозяйственных работ.
В парке имеется музей, где выставлены находки из раскопок курганов, проводятся экскурсии.